# Rieko Yoshihara
Rieko Yoshihara (吉原 理恵子 Yoshihara Rieko?,  Fukuoka, Prefectura de Fukuoka, Japón, 4 de octubre de 1965) es una novelista japonesa, principalmente conocida por su novela de género yaoi Ai no Kusabi, serializada en la revista Shōsetsu June entre diciembre de 1986 y octubre de 1987.

## Biografía

### Primeros años y carrera
Yoshihara nació el 4 de octubre de 1965 en la ciudad de Fukuoka, la capital de la prefectura de Fukuoka. Yoshihara pasó los primeros tres años de su carrera escribiendo romance homoerótico, antes de pasar a escribir historias de ciencia ficción tras el éxito de su primera obra Ai no Kusabi. Originalmente serializada en la revista Shōsetsu June —revista centrada en historias de amor entre chicos— entre diciembre de 1986 y octubre de 1987, Ai no Kusabi fue posteriormente recopilada en un tomo de tapa dura y lanzado en Japón en 1990.

### Ai no Kusabi
Luego de su debut en 1986, Yoshihara continuó escribiendo historias relacionadas con Ai no Kusabi y coproduciendo series de manga de la misma o bien de otras de sus historias. La mayoría de las obras de Yoshihara se ven profundamente influenciadas por los trabajos sexualmente explícitos de Ranpo Edogawa, además de compartir numerosos temas con el polémico escritor de ciencia ficción, Shōzō Numa. Sin embargo, sus obras adquirieron popularidad dentro de una nueva audiencia desconocedora de estos precursores. El mundo de Ai no Kusabi se centra en un mundo futurista, más precisamente en la ciudad ficticia de Tanagura, donde las personas son asignadas a varios niveles de clases sociales de acuerdo a su color de cabello. Iason Mink es un "Blondie" de clase alta que conoce y entraba una relación con Riki, un joven mestizo de los barrios bajos, y posteriormente lo convierte en su "Pet", para gran disgusto de este último, quien lo único que desea es su libertad. A medida que transcurre la historia, Riki aprende acerca de los peligros que Iason enfrenta al mantenerlo a su lado, para finalmente descubrir que ha desarrollado sentimientos por su amo. Ai no Kusabi también explora temas actuales, como la separación entre las diferentes castas y la exclusión social.
Ai no Kusabi encontró una audiencia apasionada en Japón, lo suficiente para asegurar un Premio Seiun a su ilustradora, Katsumi Michihara, aunque irónicamente no para su autora. La serie ha sido adaptada dos veces al anime, la primera como un OVA de dos partes en 1992 y más OVAs en 2012, en las cuales Yoshihara participó como guionista, aunque el proyecto fue cancelado por razones financieras. También se han publicado varios CD drama y series de manga.

## Obras

### Serie de Ai no Kusabi
- Ai no Kusabi (Shōsetsu June, 1986-87. Kōfūsha, 1990)
  - Kaette Kita Otoko (Seibidō, 2001. Con ilustraciones de Katsumi Michihara)
    - Stranger (Digital Manga, 2007. Con ilustraciones de Katsumi Michihara)

  - Meidō (Seibidō, 2003. Con ilustraciones de Katsumi Michihara)
    - Destiny (Digital Manga, 2008. Con ilustraciones de Katsumi Michihara)

  - Kokuin (Seibidō, 2004. Con ilustraciones de Katsumi Michihara)
    - Nightmare (Digital Manga, 2008. Con ilustraciones de Katsumi Michihara)

  - Konmei (Seibidō, 2005. Con ilustraciones de Katsumi Michihara)
    - Suggestion (Digital Manga, 2008. Con ilustraciones de Katsumi Michihara)

  - Nagai Yoru (Seibidō, 2005. Con ilustraciones de Katsumi Michihara)
    - Darkness (Digital Manga, 2008. Con ilustraciones de Katsumi Michihara)

  - Shōdō no Hikigane (Seibidō, 2005. Con ilustraciones de Katsumi Michihara) 
    - Metamorphose (Digital Manga, 2008. Con ilustraciones de Katsumi Michihara)
- Midnight Illusion (Kōfūsha, 1996)

### Otras
- Osana Najimi Shimi (Kadokawa, 1993)
- Gin no Requiem (Kadokawa, 1993. Con ilustraciones de Akiko Hatsu)
- Jigsaw Puzzle (Kadokawa, 1994. Con ilustraciones de Mayu Ishidō)
- Katsuai (Hakusensha, 1994. Con ilustraciones de Yoshimi Ozaki)
- Kage no Kan (Kadokawa, 1994. Con ilustraciones de Kumi Kosuga)
- Satan no Fūin (Kadokawa, 1995. Con ilustraciones de Kumi Kosuga)